# گورستان طایفه خان آقا
قبرستان طایفه خان آقا مربوط به دوره قاجار است و در شهرستان کازرون، بخش کوهمره، دهستان کوهمره، شمال شرق روستای نودان واقع شده و این اثر در تاریخ ۳۰ بهمن ۱۳۸۶ با شمارهٔ ثبت ۲۰۸۴۳ به‌عنوان یکی از آثار ملی ایران به ثبت رسیده‌است.